# آن دختره

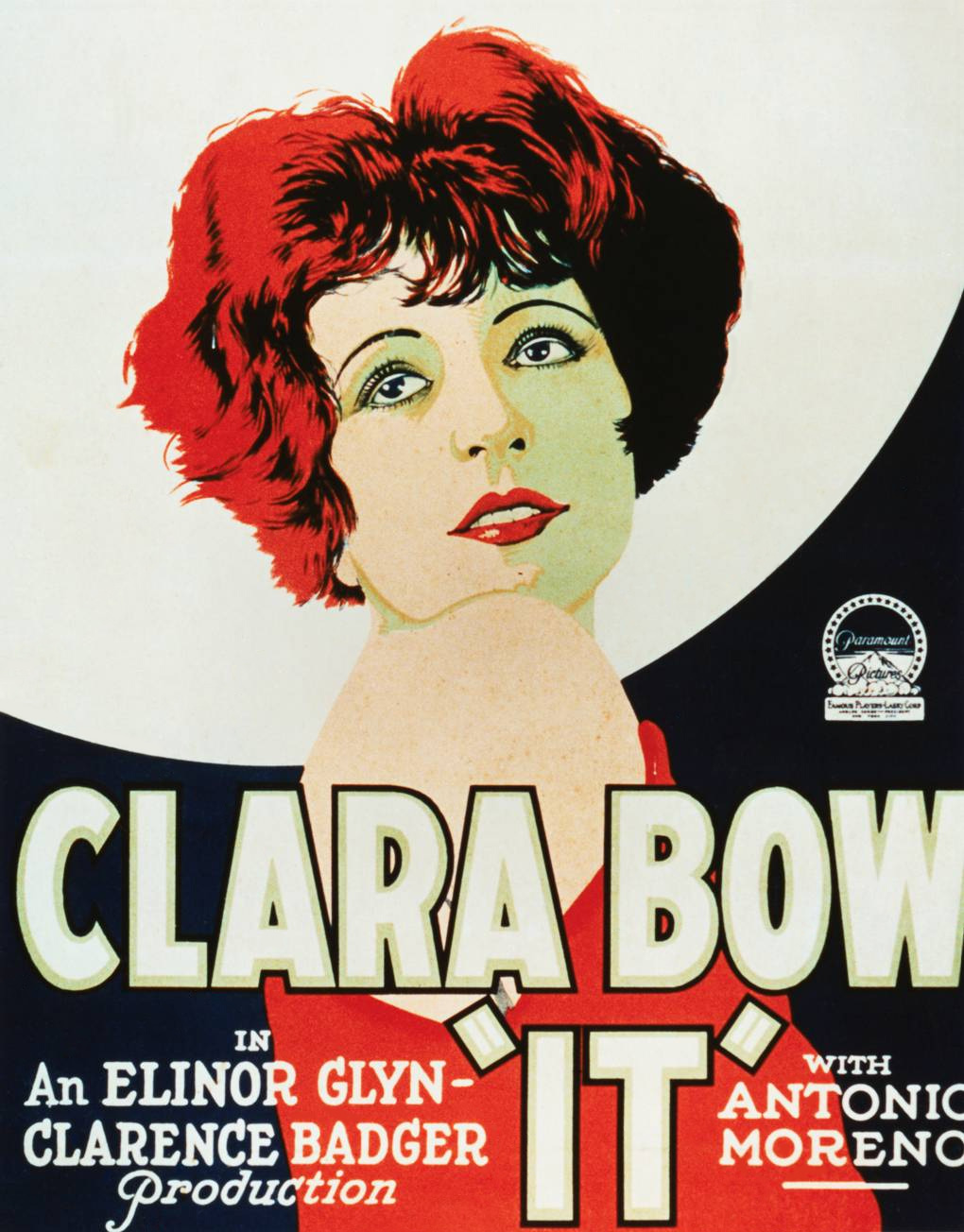
کاور فیلم سینمایی آن محصول سال ۱۹۲۷ پارامونت پیکچرز با هنرآفرینی کلارا بو که به شهرت اصطلاح آن دختره در میان عوام کمک بسزایی نمود

آن دختره (انگلیسی: It girl) یا در لفظ عامیانهٔ امروزی اون دختره، یک عبارت خاص برای اشاره به یک زن جوان و بسیار جذاب است و به‌طور کلی به یک دختر مشهور دارای جذابیت و کشش جنسی گفته می‌شود. امروزه از این عنوان برای اشاره به یک زن جوان استفاده می‌شود که به خاطر سبک زندگی اجتماعی خود به شهرت در خور توجهی رسیده باشد. خاستگاه اصطلاح آن دختره در قرن بیستم و در میان طبقهٔ اعیانی انگلستان است و در سال ۱۹۲۷ میلادی و به واسطهٔ فیلم سینمایی پارامونت پیکچرز به نام آن با بازی کلارا بو به شهرت بسزایی دست یافت. در سال‌های آغازین فراگیری این اصطلاح، یک زن می‌توانست به سطوح بالا و اصطلاح آن دختره در اجتماع دست یابد، فارغ از آنکه نیاز به خودنمایی جذابیت جنسی داشته باشد. امروزه، این اصطلاح بیشتر و به سادگی تنها به خاطر شهرت و زیبایی انتساب داده می‌شود.